# Station Avise

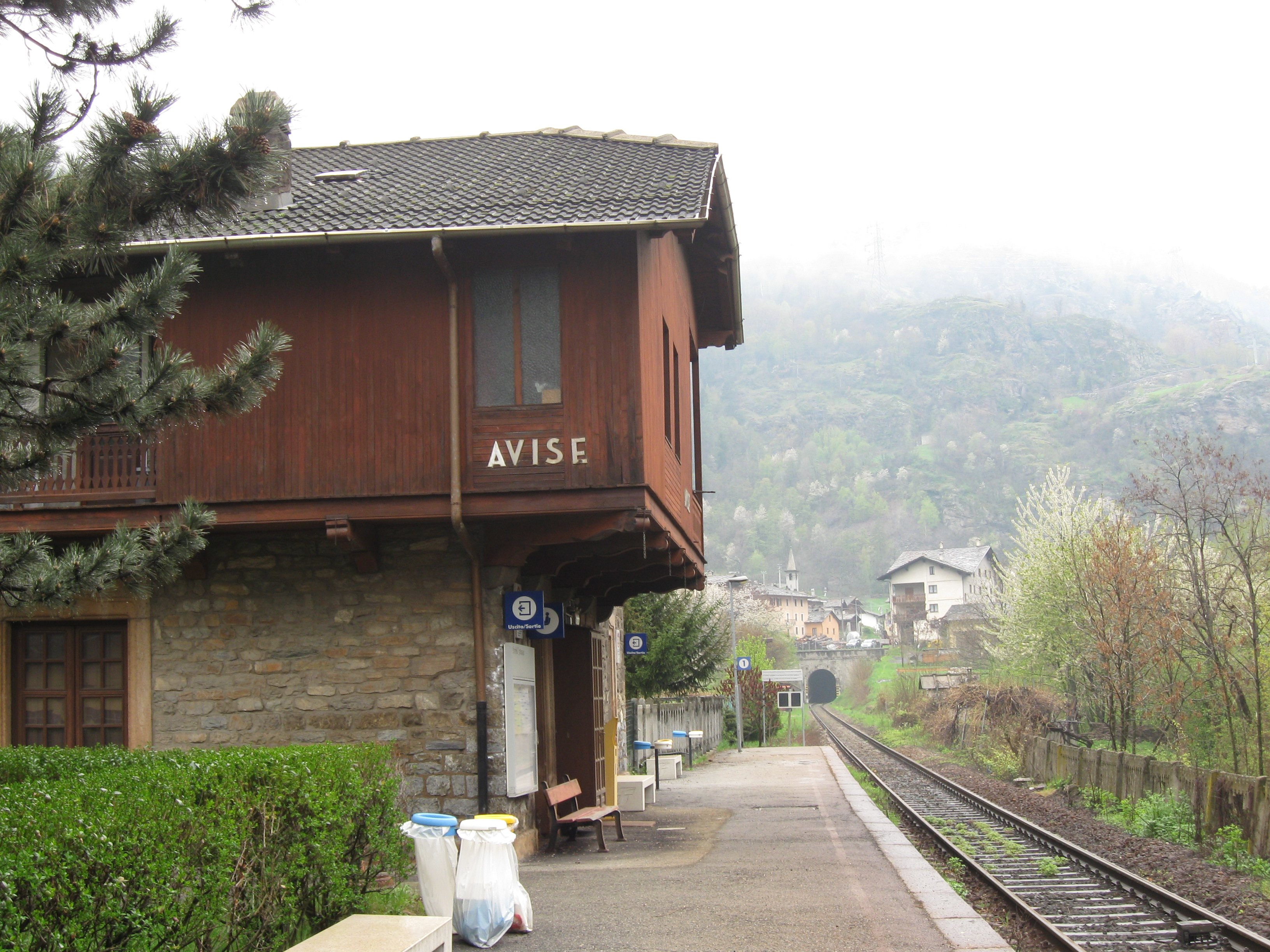

Station Avise is een spoorwegstation van de spoorlijn Aosta - Pré-Saint-Didier, gelegen in de gemeente Avise (Aostadal-Italië).